# Jardins Proibidos (2014)
Jardins Proibidos é uma telenovela portuguesa exibida originalmente pela TVI de 8 de setembro de 2014 a 2 de outubro de 2015, substituindo Belmonte e sendo substituída por Santa Bárbara. Produzida pela Plural Entertainment Portugal, é uma sequela do original homónimo (Jardins Proibidos (2000). A nova versão mantém também os mesmos autores da original, Manuel Arouca e Tomás Múrias, com a colaboração posterior de António Barreira. Esta é a primeira sequela de uma telenovela portuguesa em Portugal.
Jardins Proibidos foi reposta na TVI Ficção desde 18 de maio de 2018, de segunda a sábado.
No dia 27 de janeiro de 2024, a novela foi disponibilizada na plataforma de streaming da TVI, o TVI Player, com os seus 308 episódios de produção. 
A telenovela está a ser reposta desde 26 de outubro de 2024 nas madrugadas da TVI, substituindo uma reposição de O Beijo do Escorpião.

## Sinopse

### 1ª Fase
O grande amor de Teresa e de Vasco nasceu de uma profunda amizade de juventude. Tinham uma química especial. Amadureceu nas contrariedades que ambos enfrentaram e, apesar de um namoro sério que Teresa teve na Faculdade, ela sempre soube que o seu coração pertencia a Vasco.
Com Vasco ela aprendeu a acreditar em si e a lutar contra as adversidades familiares e essa gratidão morará para sempre no seu coração, como a memória do seu primeiro grande amor.
Casaram-se, contra a vontade da matriarca Emília e tiveram uma filha, com todos os medos implícitos à consanguinidade. A filha nasceu e uniu-os ainda mais, fazendo com que acreditassem fazer parte de algo maior, uma família só deles, onde o amor e o respeito imperavam.
Vasco sempre apoiou a carreira de Teresa e foi pelo facto de ser um pai muito presente, que Teresa pode fazer bancos no Hospital e investir na sua outra paixão: A medicina. Vasco levava a filha, Clarinha na actualidade com 8 anos a praticamente todas as aulas de Ballet, estudava com ela, ia às reuniões de pais, sem nunca julgar Teresa pelas suas ausências profissionais.
Vasco é, por isso, muito ligado à filha e os dois têm uma relação de grande cumplicidade. É um pai exemplar e carinhoso.
Teresa é uma mãe extremosa e preocupada, sempre um pouco dividida entre a culpa pela falta de tempo para estar com a família e a preocupação com os seus doentes e colegas que dependem dela e não se apercebe bem que tudo isso a afasta de Vasco. Aliás, nenhum dos dois se apercebe que o casamento que começou com um grande amor, agora é apenas uma sucessão de dias rotineiros, sem grande paixão, nem diálogo.
Vasco ama Teresa e recusa-se a admitir que o casamento está em crise.

### 2ª Fase
A partir de Dezembro de 2014, a história principal recebeu reforços no elenco e introduziu novas personagens.
Simão de Jesus (Diogo Infante), um homem bem parecido apesar de ter tido uma vida muito penosa e dolorosa, filho ilegítimo de Emília, bebé que lhe foi roubado com apenas um dia de vida, levado pela antiga caseira, Jacinta. Foi dado como morto por pneumonia com poucos meses aos ouvidos de Emília Ávila, quem o chorou durante meses até que fechou o seu coração de vez ao seu passado e a qualquer outro tipo de emoção. Simão mistura a revolta e um lado rebelde, a um coração generoso e que ainda tem muito amor para dar.
Jacinta de Jesus (Maria do Céu Guerra), uma mulher muito cansada e vivida, foi para casa dos Ávila ainda jovem onde serviu cerca de dez anos. Conheceu Emília ainda menina. Muito fiel à família, foi tentando alertar para certos “perigos” que suspeitava estarem a acontecer dentro do picadeiro, mas só foi levada a sério tarde demais. Foi incumbida de entregar o filho de Emília Ávila a uma instituição de caridade e adopção no norte. Jacinta nunca entregou a criança às irmãs Carmelitas, assim como nunca mais voltou. Registou o bebé como seu filho e de pai incógnito com o nome de Simão.
A chegada destes dois personagens vem acordar um passado enterrado e agitar a vida dos Ávila. Depois da morte de Emília Ávila nas mãos de Simão, um testamento irá criar uma nova guerra na mansão. Vasco e Lena não estão dispostos a partilhar os bens e vão fazer de tudo para que não aconteça.

### 3ª Fase
A vida da família Ávila sofre uma reviravolta. Teresa regressa à Quinta das Torres a convite do tio Simão, para poder estar mais perto dos filhos. Esse regresso marca uma mudança na atitude de Vasco, todos reparam que ele está diferente.
Começa por se mostrar muito convicto daquilo que quer, e deixa claro Lena que não quer desistir de todos os planos que traçaram juntos, mas sempre com um olhar desconfiado em relação à mulher.
Lena continua com os seus planos e informa, sem justificações, que Vasco vai viajar de helicóptero para o norte, uma feira em que ele tem que estar presente. A partir daqui tudo muda.
Vasco descobre que Lena tem um amante e que foi ela quem planeou o rapto da Emília, e não precisa de outros argumentos que justifiquem o pedido de divórcio. Vasco tira a aliança, e nem as lágrimas e as justificações de Lena o fazem voltar atrás. Ele já tomou a sua decisão. E Lena, qual será a sua atitude a partir daqui? Ela ameaça. Ela mostra que é capaz de tudo, mas até onde é que esta mulher está disposta a ir por dinheiro, por poder?
O dia de viajar para o norte. Vasco chega ao aeródromo com os filhos, quer viajar com eles, apesar de Clarinha pedir vezes sem conta que prefere ficar com a mãe. Ele insiste e promete que vai ser divertido estarem juntos num lugar diferente. Ela não quer. Teresa aparece e implora a Vasco para que os filhos fiquem com ela, e ele acaba por ceder. Vasco viaja sozinho.
O helicóptero começa a perder altitude, o medo e a ansiedade apoderam-se do piloto e do Vasco. Torna-se impossível controlar o aparelho, sente-se o desespero daqueles dois homens que acabam de perceber que vão perder a vida. O helicóptero despenha-se.
Qual o futuro da família Ávila? Qual o futuro da fábrica de queijos? Quem será o próximo a cair?

## Elenco
| Ator                  | Personagem                | Fases        | Fases        | Fases        |
| Ator                  | Personagem                | 1            | 2            | 3            |
| --------------------- | ------------------------- | ------------ | ------------ | ------------ |
| Vera Kolodzig         | Teresa Santos Ávila       | Protagonista | Protagonista | Protagonista |
| Pedro Granger         | Vasco Ramos Ávila         | Protagonista | Antagonista  | Protagonista |
| Diogo Amaral          | Eduardo Câmara            | Protagonista | Protagonista | Protagonista |
| Maya Booth            | Helena Gomes «Lena»       | Antagonista  | Antagonista  | Antagonista  |
| Lurdes Norberto       | Emília Ávila              | Antagonista  | Participação | Ausente      |
| Diogo Infante         | Simão de Jesus/Ávila      | Ausente      | Protagonista | Protagonista |
| Maria do Céu Guerra   | Jacinta de Jesus          | Ausente      | Protagonista | Protagonista |
| Luís Alberto          | Xavier Santos             | Regular      | Regular      | Regular      |
| Rita Salema           | Júlia Ávila «Jú»          | Regular      | Regular      | Regular      |
| Rosa Castro André     | Rosa Figueiredo           | Regular      | Regular      | Regular      |
| Fernando Pires        | Tomás Gama                | Regular      | Regular      | Regular      |
| Vítor Silva Costa     | Alfonso Herédia           | Regular      | Regular      | Regular      |
| Filipa Maia           | Mónica Menezes            | Regular      | Regular      | Regular      |
| Helena Isabel         | Leonor Gama               | Regular      | Regular      | Regular      |
| Rui Morrison          | Luís Gama                 | Regular      | Regular      | Regular      |
| Fernando Luís         | Aníbal Resende            | Regular      | Regular      | Regular      |
| São José Correia      | Vanda Barroso             | Regular      | Regular      | Regular      |
| Dina Félix da Costa   | Marta Gomes               | Regular      | Regular      | Regular      |
| Pedro Górgia          | Chico Pastor              | Regular      | Regular      | Regular      |
| Teresa Tavares        | Sofia Rosa                | Regular      | Regular      | Regular      |
| Catarina Avelar       | Lurdes Antunes            | Regular      | Regular      | Regular      |
| Maria Emília Correia  | Ludovina Catarino         | Regular      | Regular      | Regular      |
| Vítor Norte           | Aniceto Catarino          | Regular      | Regular      | Regular      |
| Rodrigo Soares        | Carlos Pedro Catarino     | Ausente      | Regular      | Regular      |
| Marcantónio Del Carlo | Miguel Correia            | Regular      | Regular      | Regular      |
| Patrícia Tavares      | Célia Santos              | Regular      | Regular      | Regular      |
| Sandra Celas          | Amélia Correia            | Regular      | Regular      | Ausente      |
| Rita Brütt            | Raquel Ramos              | Regular      | Regular      | Regular      |
| Rui Porto Nunes       | Diogo Ramos               | Regular      | Regular      | Regular      |
| Isabel Medina         | Anunciação Antunes        | Regular      | Ausente      | Ausente      |
| Francisco Côrte-Real  | Zeca Dos Hambúrgueres     | Regular      | Ausente      | Ausente      |
| Diana Marquês Guerra  | Mariana Gama              | Regular      | Regular      | Regular      |
| João Bonneville       | Rui Menezes               | Regular      | Regular      | Regular      |
| Anna Eremin           | Carolina Mendes «Carol»   | Regular      | Regular      | Ausente      |
| Diogo Costa Reis      | Gonçalo Gama              | Regular      | Ausente      | Ausente      |
| Renato Godinho        | Inspector Nuno Galvão     | Ausente      | Regular      | Regular      |
| Madalena Brandão      | Cláudia Gomes             | Ausente      | Regular      | Regular      |
| Joana Seixas          | Bárbara                   | Ausente      | Regular      | Regular      |
| Mafalda Vilhena       | Maria do Carmo Perestrelo | Ausente      | Regular      | Regular      |
| Mikaela Lupu          | Carlota Perestrelo        | Ausente      | Regular      | Regular      |
| Pedro Ferreira        | Mateus                    | Ausente      | Regular      | Regular      |
| Rui Santos            | Bruno Barbosa             | Ausente      | Regular      | Regular      |
| Núria Madruga         | Telma Saraiva             | Regular      | Regular      | Regular      |
| Alba Baptista         | Inês Correia              | Regular      | Regular      | Regular      |
| José Condessa         | Rafael José Silva «Rafa»  | Regular      | Regular      | Regular      |
| Beatriz Frazão        | Gabriela Catarino «Gabi»  | Infantil     | Infantil     | Infantil     |
| Leonor Cabrita        | Clara Ávila «Clarinha»    | Infantil     | Infantil     | Infantil     |
| Bernardo Oliveira     | Tiago Gama                | Infantil     | Infantil     | Infantil     |
| Mafalda Matos         | Rita Guedes               | Regular      | Regular      | Ausente      |
| José Carlos Pereira   | Tito Trancoso             | Regular      | Ausente      | Ausente      |
| Leya da Fonseca       | Vera Correia              | Regular      | Ausente      | Ausente      |
| Manuela Couto         | Isabel Álvares Herédia    | Participação | Ausente      | Ausente      |

### Flashback's
- Duarte Soares - Romeu Ribeiro (actor por quem Emília se apaixona e engravida)
- Júlia Palha - Emília Ávila (jovem)
- Sara Barros Leitão - Jacinta (empregada de Emília)

### Elenco Adicional
- Adelino Tavares
- Alexandre Ferreira - Rafael (operário da fábrica)
- Ana Bustorff - Laura Sarmento (Psiquiatra de Tomás)
- Ana Mafalda - Enfermeira Marisa
- Ana Saragoça - Alzira Santos (vizinha que Lena suborna para testemunhar contra Teresa em tribunal)
- André Gonçalves - Fred
- António Aldeia - Zé Maria
- António Vaz Mendes
- Bernardo F. (ciclista que encontra corpo no meio da mata)
- Bruno Galvão
- Bruno Rossi - Bartolomeu Lima (presidente da associação que organiza o baile)
- Bruno Schiappa - João Paulo (colega de Simão na recolha de lixo)
- Catarina Guimarães - Enfermeira Rosa
- Catarina Urbani - Marina
- Carla Vasconcelos - mulher de paciente
- Carlos Areia - Dinis (apostador das lutas de boxe onde Simão participa)
- Carlos Vieira de Almeida - Padre da igreja onde Tomás vai antes de assassinar Cristina
- Celia Williams - Turista que persegue Aniceto
- Cláudia Oliveira - Inspetora Luísa
- David Balbi
- Diana Costa e Silva - Enfermeira Tânia
- Diana Sousa Lara
- Dina Santos - Constantina (operária da fábrica)
- Élia Gonzalez - (último episódio, 304)
- Elisabete Piecho - Firmina
- Elizabeth Bochmann - Jovem turista que se envolve com Carlos Pedro
- Fátima Severino - "colega de quarto de Emília no hospital"
- Frederico Amaral - André (namorado de Cláudia)
- Figueira Cid - Cajó (amigo de Aniceto)
- Filipe Crawford - Dr. Anselmo (médico)
- Flávio Gil - polícia (polícia que aborda Carlota e Maria do Carmo)
- Francisco Macau - Gabriel (lutador de boxe contratado por Vasco para matar Simão)
- Gabriela Relvas - Professora de ballet de Clarinha
- Gabriela Santos - Dolores (empregada dos Gama)
- Gustavo Alves - Pedro (filho de Rita e João)
- Hugo Bettencourt - Ernesto (raptor de Emília)
- Hugo Franco - Enfermeiro Pedro
- Inês Folque - Mercede
- Joana Seixas - Bárbara (co-antagonista)
- Joaquim Frazão - Paramédico José Soares
- João Brás - Edmundo (amigo de Aniceto)
- João Gamboa - Açoreano que salva Marta do penhasco
- João Lamoza
- João Loy - Rodrigo Mendes (pai de Carol)
- João Oliveira - Vasquinho
- João Villas Boas - Dr. Guedes (médico do Hospital)
- Joel Branco - Américo (pai de Lena)
- José Henrique Neto - Filipe Herédia
- Juan Goldin - Diego (pai de Mercedes)
- Laura Figueiredo - Agente Natália
- Lígia Roque - Mulher de Rodrigo
- Lourenço Henriques - Médico
- Lúcia Garcia - Constança (jornalista hospitalizada)
- Mané Ribeiro
- Manuela Jorge - Enfermeira Patrícia
- Marco Pedrosa
- Maria Ana Filipe - Andreia (empregada da papelaria de Célia)
- Maria Zamora (†) - Maria João
- Marisa Carvalho - enfermeira que atende Lena (episódio 276)
- Marta Nunes - Elsa (escritora no jantar de caldeirada no restaurante de Jú)
- Martim Pedroso - Alberto (polícia e marido da Enfermeira Tânia)
- Miguel Bento - Frederico Vasconcelos (arquiteto no jantar de caldeirada no restaurante de Jú)
- Miguel Partidário - "Joca"
- Miguel Raposo - João (marido de Rita)
- Nicolau Breyner (†) - Manuel Maria Vasconcelos e Alcântara (pai de Célia)
- Nuno Porfírio - Segurança do Hospital que expulsa Mónica
- Octávio de Matos - Januário
- Osvaldo Canhita - Valdemar (Coveiro)
- Pedro Barbeitos - Médico que trata Clarinha
- Pedro Leitão
- Pedro Pernas - Agente da polícia que encerra a escola de boxe
- Rodrigo Tomás
- Ricardo Barbosa - Inspector da PJ
- Rui de Sá - Dr. Sequeira (advogado que assinala o divórcio entre Vasco e Teresa)
- Sandra B. - Cíntia (massagista de Aniceto)
- Sara Cecília - Sara
- Sara Kostov
- Sofia Mota - Concha
- Sónia Costa - Lucília (empregada da cafetaria do Hospital)
- Susana Dixo - Enfermeira
- Susana Sá - Lucy (estrangeira que se envolve com Carlos)
- Sandra Sousa - Soraya
- Tânia Alves - Leonora

(†) Actor falecido

## Vítimas de Tomás
- Sofia Mota - Concha
- Laura Figueiredo - Natália
- Manuela Jorge - Patricia
- Mafalda Matos - Rita
- Inês Folque - Mercedes
- Sandra Celas - Amélia
- Anna Eremin - Carol
- Joana Manuel - Cristina
- Ana Bustorff  - Laura

Tomás Gama (Fernando Pires) é um serial-killer. Para não ver as mulheres a sofrer, este, com os seus conhecimentos de medicina, injeta-lhes uma seringa com uma substância que as vai matar rapidamente. Este despe-as e deixa-as num sítio com uma camélia para assinar os seus crimes. Poucos dias depois as roupas são encontradas lavadas e embaladas juntamente com a fotografia da respetiva vítima. Na morte de Mercedes, Laura e do polícia a seringa falha-lhe e este mata-as com uma faca e uma cruz, respetivamente. O policia morreu estrangulado. Esta personagem agarrou os portugueses ao ecrã, resultando numa subida de audiências.

## Lista de Fases
| Resumo | Resumo | Episódios | Episódios | Originalmente exibido  | Originalmente exibido  |
| Resumo | Resumo | Episódios | Episódios | Estreia da temporada   | Final da temporada     |
| ------ | ------ | --------- | --------- | ---------------------- | ---------------------- |
|        | 1      | 83        | 83        | 8 de setembro de 2014  | 24 de dezembro de 2014 |
|        | 2      | 112       | 112       | 25 de dezembro de 2014 | 15 de maio de 2015     |
|        | 3      | 109       | 109       | 19 de maio de 2015     | 2 de outubro de 2015   |

## Audiências
Na estreia, dia 8 de setembro de 2014, Jardins Proibidos (2014) marcou 16,8% de Rating e 34,3% de Share, sendo uma das melhores estreias em dia de semana, liderando o horário. Inicialmente às 21:30, pouco tempo depois a novela passou a ser exibida a partir das 22h. Após uma primeira semana de liderança absoluta, a novela rapidamente desceu para o 2º lugar e derrubou a liderança obtida por O Beijo do Escorpião (TVI), no mesmo horário. Em outubro, foi atrasada para o horário das 23h, diminuindo o Rating, mas liderando o horário. 
A partir de dezembro, aliado às mudanças efetuadas no enredo, começou a registar subidas consecutivas e consolidou a posição de líder. No dia 25 de dezembro de 2014, inicio da 2ª fase, episódio que teve a entrada dos novos protagonistas Simão e Jacinta, Jardins Proibidos marcou 10,3% de Rating e 24,1% de Share, ficando na vice liderança.
Em maio, a subida foi ainda mais acentuada quando passou a combater com a nova novela do canal concorrente. No dia 19 de maio de 2015, inicio da última fase, Jardins Proibidos marcou 13,2% de Rating e 30,9% de Share, na liderança. Na última semana, a novela mudou de horário para perto da meia-noite, resultando num decréscimo de Rating mas na manutenção da liderança absoluta. Ao fim de 304 episódios exibidos, o episódio final de Jardins Proibidos registrou 9,8% de Rating e 31,9% de Share e foi exibido dia 2 de outubro (sexta-feira) às 23h30, liderando o horário.
| Média | Média     | Episódios exibidos | Rating | Share |
| ----- | --------- | ------------------ | ------ | ----- |
| 2014  | Setembro  | 19                 | 13,0%  | 27,3% |
| 2014  | Outubro   | 23                 | 10,7%  | 26,2% |
| 2014  | Novembro  | 20                 | 9,4%   | 25,2% |
| 2014  | Dezembro  | 24                 | 10,2%  | 26,0% |
| 2015  | Janeiro   | 27                 | 10,7%  | 26,2% |
| 2015  | Fevereiro | 24                 | 10,8%  | 27,4% |
| 2015  | Março     | 24                 | 11,2%  | 29,3% |
| 2015  | Abril     | 22                 | 10,8%  | 28,8% |
| 2015  | Maio      | 20                 | 11,6%  | 29,8% |
| 2015  | Junho     | 22                 | 12,0%  | 30,4% |
| 2015  | Julho     | 28                 | 12,0%  | 30,2% |
| 2015  | Agosto    | 25                 | 11,3%  | 28,4% |
| 2015  | Setembro  | 24                 | 11,0%  | 28,7% |
| 2015  | Outubro   | 2                  | 8,7%   | 30,2% |
| Total | Total     | 304                | 11,0%  | 28,2% |

- Cada ponto de Rating equivale a 95.000 espetadores

## Banda Sonora
- Paulo Gonzo - Jardins Proibidos (Versão 2014) (Tema de Genérico)
- Tony Carreira - Não Te Vou Mentir (Tema de Vasco e Teresa)
- Rita Guerra - Volta
- David Bisbal feat. Cuca Roseta - Si Aún Te Quieres Quedar (Tema de Alfonso e Mónica)
- Paulo Gonzo feat. Carlos Rivera - Fascinación (Tema de Alfonso)
- Ménito Ramos - Não Penso Mais em Ti (Acústico) (Tema de Marta e Eduardo)
- Miguel Gameiro - Da-me Um Abraço (Tema de Eduardo e Teresa)
- Mikkel Solnado - Na Tua Imaginação (Tema de Raquel e Diogo)
- Like Us - Contigo é Simples (Tema de Mónica)
- David Carreira - Haverá Sempre Uma Música (Tema de Tomás)
- Expansive Soul - Que Saudade (Tema de Carlos Pedro)
- Donna Maria - Se Te Apanho (Tema de Aniceto)
- Molly Mae - Colours (Tema de Carol)
- Goldhouse - Feelgood
- Amp feat. Stef Lang - Overdrive (Tema de Mariana)
- Clark - Peculiar (Tema de Lena)
- Mimicat - Tell Me Why
- Jorge Roque - Uma Fracção de Faísca (Tema de Leonor e Carlos Pedro)
- Gonçalo Tavares - Só me Lembro de Ti (Tema de Leonor e Luís)

## Curiosidades
- A história dará continuação ao sucesso que foi Jardins Proibidos em 2000, contando inclusive com alguns atores que integraram o elenco do original.
- O 1º episódio da novela foi exibido dentro de uma outra novela. Esta é a primeira vez, em Portugal, que uma telenovela estreia nestas condições. Em O Beijo do Escorpião (TVI), as personagens Rosalinda e Hilário Castelo sentaram-se em frente de uma televisão e deram início à estreia de Jardins Proibidos. No final da estreia, a emissão automaticamente continuou com o restante episódio de O Beijo do Escorpião.[13]
- A má performance da novela nas audiências obrigou a uma reestruturação do painel de guionistas. Um mês depois da estreia, José Eduardo Moniz (consultor de ficção da TVI) e António Barreira (autor) foram envolvidos na produção e relançaram a história.[14] Também Attíllio Riccó foi chamado para melhorar a realização. As principais alterações passaram por introduzir um serial killer e acelerar as gravações, de forma a acelerar a reentrada da personagem Teresa, depois de esta ter entrado em coma.[15] As alterações rapidamente fizeram efeitos e, a partir de Dezembro de 2014, a novela mostrou um aumento nas audiências. Em 2014, a situação também já tinha ocorrido com O Beijo do Escorpião (TVI) e as alterações de José Eduardo Moniz.
- As alterações da novela também chegaram ao elenco. Atores como José Carlos Pereira (devido a problemas de saúde), Isabel Medina,[16] Diogo Costa Reis,[17] Diana Costa e Silva,[18] Francisco Côrte-Real,[19] Lurdes Norberto,[20] entre outros, foram afastados da produção. A intitulada 2ª fase da novela teve reforços no elenco: Renato Godinho, Madalena Brandão, Diogo Infante, Maria do Céu Guerra,[21] entre outros.
- Para atrair mais espectadores, foi criada uma votação inovadora que daria a possibilidade ao público de definir o futuro das personagens.[22]
- Em abril de 2015, a TVI começou a anunciar mais uma nova fase da novela, para preparar o combate com uma nova novela no canal concorrente. Promovida como O final decide-se em maio, esta 3ª fase dá-se a partir de 19 de maio, após a (falsa) morte da personagem Vasco Ávila Ramos (Pedro Granger) e o desfecho de alguns dos outros enredos.[23] [24]